# 3957 Sugie
3957 Sugie је астероид главног астероидног појаса са пречником од приближно 23,46 .
Афел астероида је на удаљености од 3,696 астрономских јединица (АЈ) од Сунца, а перихел на 2,464 АЈ.
Ексцентрицитет орбите износи 0,199, инклинација (нагиб) орбите у односу на раван еклиптике 5,730 степени, а орбитални период износи 1974,913 дана (5,407 година).
Апсолутна магнитуда астероида је 12,50 а геометријски албедо 0,032.
Астероид је откривен 24. јула 1933. године.